# ウィルコム沖縄
株式会社ウィルコム沖縄（ウィルコムおきなわ）は、かつて沖縄県において移動体通信およびPHS事業を行った日本の電気通信事業者である。ソフトバンク株式会社の子会社。旧親会社のワイモバイル株式会社と同様、Y!mobileブランドを展開した。

## 概説
2004年12月3日設立。当初は、DDIポケット（後のウィルコム）とアステル沖縄が共同で事業展開する予定だった。しかし、各地域アステルグループの全国ローミングの終了決定に伴い、「外部環境の変化」を理由にアステル沖縄が会社清算を発表。沖縄電力・DDIポケット・アステル沖縄の三社の協議により、受け皿として、沖縄電力・DDIポケット共同出資のウィルコム沖縄を設立。2005年1月25日にアステル沖縄からウィルコム沖縄に全事業を譲渡し、営業開始した。
アステルブランドのPHS事業を行っていたアステル沖縄の営業譲受を目的として設立された経緯から、アステル沖縄の親会社の沖縄電力も会社設立の時点で20%出資していた。2005年3月31日付けで琉球放送が6%を出資し、沖縄電力は14%に引き下げた。その後、2019年3月までにソフトバンクが全株式を取得し完全子会社化した。
主な業務は株式会社ウィルコム（後のY!mobile）の端末やサービスの再販業務である。料金収受や企画、サポートは、ソフトバンク（旧・ソフトバンクモバイル←ワイモバイル←イー・アクセス←ウィルコム←DDIポケット）本体が行う。この点はKDDIにおける「沖縄セルラー電話株式会社」と異なる。
2010年2月のウィルコムによる会社更生法申請について、同社子会社は申請しておらず、ウィルコム沖縄の事業については対象外で影響はないと発表していた。ただし、ウィルコム本社（当時）と兼任の役員は、本社の役員の退任と共に退任している。
アステル沖縄から引き継いだ契約数は約32,600契約。2011年10月末の時点で、加入件数は71,200件。
2011年6月の時点で、県内でのシェアは約5パーセント。ウィルコム本体の全国でのシェアは2011年11月時点で約3パーセントである。
2012年3月期決算は過去最高を記録。営業収益は34億円、経常利益は2.4倍の3億8700万円、当期純利益は2.2倍の2億1800万円となり、それぞれ過去最高となった。
2014年6月1日付で親会社がウィルコムを吸収合併したイー・アクセス株式会社（同年7月1日付でワイモバイルに社名変更）に変わった。同年8月1日にはイー・アクセスが展開していた「イー・モバイル」とのブランド統合に伴い、ブランド名が「Y!mobile」に変更されると共に、旧イー・アクセスが担っていた沖縄県内の移動体通信の契約もウィルコム沖縄が担当することとなった。ただし、旧イー・アクセスの契約は引き続きワイモバイル、及びワイモバイルと合併したソフトバンクに引き継がれた。EMOBILE 4G-Sなど、Y!mobileブランドへ移行後のプランへの変更に際し、機種変更や契約変更なしで行える場合でもプラン変更後の契約会社がソフトバンクからウィルコム沖縄に変更となる。また、利用料金等は、ソフトバンクへ債権譲渡を行うため、旧EMOBILE 4G-Sなどと同様ソフトバンクから行われる。
2015年4月1日付で、ワイモバイルがソフトバンクモバイルに吸収合併されたため、以後の親会社がソフトバンクモバイル(同年7月ソフトバンクに商号変更)に変更された。
2018年3月31日、ソフトバンクとウィルコム沖縄が、PHS事業の新規契約受付を終了した。
2021年1月31日にPHSの音声通話・データ通信サービスは法人向けテレメトリングサービスを除いて全て終了した。
2022年4月1日にソフトバンクに吸収合併される形で解散した。これにより「ウィルコム」の名称が名実共に消滅したほか、前身のアステル沖縄から続いてきた沖縄の地域通信事業会社の1社が消滅することになった。沖縄でのY!mobile事業は合併したソフトバンク本体が継続して提供する。

## 人事
前身会社から引き継いで名誉顧問に小禄邦男（琉球放送代表取締役会長・沖縄セルラー電話取締役）、仲井眞弘多（当時・沖縄電力代表取締役会長・元アステル沖縄代表取締役会長（非常勤）・沖縄セルラー電話監査役）、取締役会長にウィルコム本体の会長（後に取締役相談役）の木下龍一が兼任したほか、代表取締役社長には仲里朝勝（トラステッドテクノロジー株式会社技術顧問）がNTT勤務時代にPHS事業立ち上げに参画した経験などから抜擢された。
2009年10月1日、発足時から社長を務めていた仲里が取締役に退き、後任には仲本栄章が就任。その後、ウィルコム本体の会社更生法申請に伴い、同社と兼任している役員が総辞職する。
2017年10月1日、仲本が顧問に、後任には岩出晴彦が就任。2019年5月からは坂本英隆、2021年5月からはLINEモバイル元副社長の今村隼人が社長就任、ソフトバンクとの合併に至る。

## 沿革
- 2004年
  - 7月26日 - アステル沖縄とディーディーアイポケットの共同事業に関する基本合意が締結。
  - 12月3日 - ウィルコム沖縄株式会社として設立。
- 2005年
  - 1月25日 - アステル沖縄から営業譲受。ウィルコム本体に先行して正式に事業開始。アステル沖縄の基地局およびユーザ端末はウィルコム規格に交換され、顧客の電話番号はそのまま移行した。
  - 1月31日 - 株式会社アステル沖縄解散。
  - 2月2日 - 親会社の（2代目）ディーディーアイポケット株式会社が株式会社ウィルコムに商号変更し、ウィルコムブランドの全国展開が開始される。
  - 3月15日 - 親会社ウィルコムと共同で、国内携帯電話・PHS事業者で初の「音声通話定額制」の料金プラン、「ウィルコム定額プラン」の5月開始を発表した。同時に、定額プラン向けのパケット通信定額オプションサービス「リアルインターネットプラス」の7月開始を発表。
- 2006年7月19日 - 旧「ハートフル」プランの新規受付を終了。
- 2010年
  - 4月9日 - ウィルコム沖縄の独自オプションサービス「だれとでも定額」を、同日より、5月31日までの期間限定で受付開始[11]。
  - 5月31日 - 「だれとでも定額」が8月31日まで継続実施される。
  - 6月1日 - 「だれとでも定額」効果で契約数が4万件台に回復する[12]。
- 2011年10月6日 - 契約数が6万4378件に。
- 2012年6月27日 - 2012年3月期決算が過去最高益を記録。契約者数約8万7000回線に[13]。
- 2014年6月1日 - 親会社のウィルコムがイー・アクセスへの吸収合併により解散、存続会社がワイモバイル（同年7月1日にイー・アクセスから社名変更）となる。
- 2015年4月1日 - 親会社のワイモバイルがソフトバンクモバイルへの吸収合併により、解散。筆頭株主がソフトバンクモバイル（現・ソフトバンク）に変更。
- 2018年3月31日 - PHSの新規契約受付を終了[7]。
- 2019年3月 - ソフトバンクの完全子会社となる[2]。
- 2021年1月31日 - PHSのサービスは法人向けテレメトリングサービスを除いて全て終了[8]。
- 2022年4月1日 - ソフトバンクに吸収合併された。[9]

## 事業所
- 株式会社ウィルコム沖縄（那覇市旭町）
  - ワイモバイルおきでん那覇ビル（那覇市旭町）…旧ウィルコムプラザ那覇

このほか沖縄県内には、直営ではないワイモバイル店舗が2019年9月で24店舗ある（うち、離島2ヶ店）。その他、家電量販店でも取り扱っている。

## かつてあった料金サービス
アステル沖縄の料金プランや、独自提供されていた高齢者や身体障害者など向けの基本料割引サービス「ハートフルコース」等は、一部を除きウィルコム沖縄でも引き続き提供されていたが、2006年8月末をもって「定額プラン」の「ハートフルサポート」全国展開により「ハートフルコース」「家族割引」の新規受付は終了した。このうち「ハートフルコース」「家族割引」については、高齢者をターゲットにした割安な料金体系にしていることもあり、サイト閲覧機能などが省かれたシンプルな機種に制限されるほか、標準コース利用者が選択できるメール放題などのオプション契約ができないなどといった制限がされていた。
「ハートフルコース」「家族割引」が適用できる機種は、当初は日本無線製AH-J3003S・AH-J3002Vと三洋電機製RZ-J90で、すでにいずれも生産終了している。その後、既存契約者の機種変更需要のためW-OAM対応機種のWX220Jも選択できるようになっていた。
ハートフルコース
満60歳以上の者または身体障害者、社会福祉事業者、公的医療機関または医療法人（職員を含む）であれば基本料金が月額892円（以下）になる。
個人での利用の場合は1名義につき1回線のみ。
家族割引
個人で「標準コース」や「ハートフルコース」を契約している場合、2回線目以降の月額料金が一律1,050円に、同一の「家族割引サービス」加入者同士の通話料が50%引きになる。
「標準コース」または「ハートフルコース」のみが対象。
ウィルコム沖縄も郵送の請求書や振込払い郵送の請求書は有料である。

## 沖縄オリジナルCMとイメージガール
沖縄県内では、ウィルコム、Y!mobileのテレビCMと共に、ウィルコム沖縄のオリジナルテレビCMも放送されている。Y!mobile発足後のCMでは自社の社名は出さず、替わりに「Y!mobile 沖縄」のロゴを挿入している。
またウィルコム沖縄で独自のイメージガールを起用しており、前述のTV CMにも出演している。6代目イメージガールの真玉橋さや以降は一般公募で募集されている。2012年の「ウィルコム夏の学生祭」では、真玉橋さやのチラシが全国の量販店などで配布された。

### イメージキャラクター・出演者
- ヒガリノ（2009年 - 2010年）
- 真玉橋さや（2011年 - 2012年）
- 當山美智子（2013年 - 2015年）
- 崎原カリサ（2015年 - 2017年）
- 慶田リナ（2017年 - 2019年）[16]
- 安室ケイレン・玉那覇姫菜ナタリー［イメージガール宮古］・宮里楓夏［イメージガール石垣］（2019年 - 2021年）[17]
- 宮国カイリ・伊波リン（2021年-2023年）
- 2023年3月をもってイメージガールを終了

### CMソング
- うちなーんちゅ（2008年頃）
- ヒガリノ『コミュニケーションワールド』（2010年）
- サカノウエヨースケ（2010年 - 2013年）
  - 『イエローガール』（2011年春キャンペーン）(ミニアルバム『THE POPS』に収録)
  - 『夢に口づけ』（2011年夏キャンペーン）(同上)
  - 『ダレトモ』（2012年春キャンペーン）(デジタル・ダウンロードシングルとして発売。アルバム『AND』に収録)
  - 『smash』（2012年夏キャンペーン）
  - 『ヘラティックガール』（2013年春キャンペーン）
- HY（2017年 - ）